# Alaa Murabit
Alaa Murabit MD (en árabe: آلاء المرابط‎) (Saskatoon, Saskatchewan, 26 de octubre de 1989) es una médica libio-canadiense, beneficiaria de la Cruz de Servicio Meritorio, una de los 17 defensores de los Objetivos de Desarrollo Sostenible Globales designadas por el Secretario General de las Naciones Unidas y comisionada de alto nivel de la ONU sobre empleo en salud y crecimiento económico.

## Biografía
Alaa Murabit nació y se crio en Canadá, la sexta de once hijos de su familia. Su padre es médico.Aunque inicialmente no tenía planes de defender los derechos de las mujeres, el trato igualitario de sus padres hacia ella y sus hermanos jugó un papel extremadamente importante en la forma en que veía el mundo

"Sé que tengo el deber de cada niño reconozca y cultive su propio sentido de liderazgo, porque de no haber sido por mi madre, no hubiera reconocido ni reclamado mi propio espacio para liderar”.

Después de completar la escuela secundaria a los quince años, se mudó con miembros de su familia a Zawiya, Libia en 2005. Estudió en la Facultad de Medicina de la Universidad Al Zawiya en Libia de 2006 a 2013, y trabajó en el Hospital Docente de Zawiya y en varias clínicas improvisadas durante la guerra civil de 2011. Cuando comenzó la guerra, su padre se involucró casi de inmediato con los rebeldes, brindando atención médica a los soldados rebeldes y apareciendo en imágenes de Sky News con Alex Crawford bajo el nombre de "Dr. M", creando inseguridad para su familia.
Alaa Murabit recibió en 2013 su Doctorado en Medicina de la Universidad Al Zawiya y un máster en 2016 en Estrategia y Diplomacia Internacional con distinción de la London School of Economics con investigación enfocada en seguridad inclusiva y titulización.
En 2011 fundó la Voz de las Mujeres Libias y fue presidenta hasta 2015.
En 2019, Alaa Murabit fue seleccionada como una de las 20 principales de las 100 personas más influyentes del mundo en política de género junto con Ruth Bader Ginsburg, Melinda Gates y Michelle Obama. Alaa Murabit es cofundadora de The Omnis Institute, una organización independiente sin fines de lucro que tiene como objetivo trabajar en problemas globales críticos a través del empoderamiento de líderes locales emergentes. Previamente fundó y encabezó la Voz de las Mujeres Libias a la edad de 21 años.
Alaa Murabit ha hablado en las principales conferencias internacionales, incluidas TED, el Foro Económico Mundial, WIRED, la Conferencia de Seguridad de Múnich y el Simposio de la Fundación Hilton. Su TED Talk, lanzada en julio de 2015, Lo que mi religión realmente dice sobre las mujeres ha sido vista más de nueve millones de veces en TED.com y YouTube combinados, fue seleccionada como TED Talk of the Day y una de las cuatro conmovedoras Charlas TED que deberías ver ahora mismo por The New York Times además de una de las 12 charlas TED que definen el futuro del feminismo. Es una de Forbes 30 under 30, ganadora del premio UCD James Joyce, una de las 100 mujeres más impactantes de la historia de Canadá, y nominada al Premio Nobel de la Paz. Su liderazgo en política global y seguridad fue reconocido por Harvard Law, quien la nombró la mujer más joven que inspiró el cambio en 2017. Anteriormente fue nombrada Marisa Bellisario International Humanitarian por el gobierno italiano, International TrustWomen Hero 2014 por The New York Times, una de las 25 mujeres menores de 25 años a seguir por Newsweek, 100 Top Woman por la BBC y SAFE Global Hero. 
Ha escrito artículos para The Boston Globe, Wired, the Carter Center, NewAmerica, Chime for Change, Huffington Post, The Christian Science Monitor e Impakter. Es escritora colaboradora de la antología feminista más vendida Feminists Don't Wear Pink (y otras mentiras).

## Trayectoria

### VLW, Mujeres, Paz y Seguridad, Naciones Unidas
VLW se fundó después de la revolución libia de 2011 mientras cursaba su último año de la facultad de medicina". La organización impulsa procesos de paz inclusivos y mediación de conflictos al cambiar el paradigma del papel de la mujer en la sociedad tanto a nivel de base como político y es conocida por investigar la seguridad de las mujeres, abogar contra la violencia de género, capacitar a las mujeres para participar en el gobierno y garantizar que las mujeres sean reconocida en las políticas nacionales.

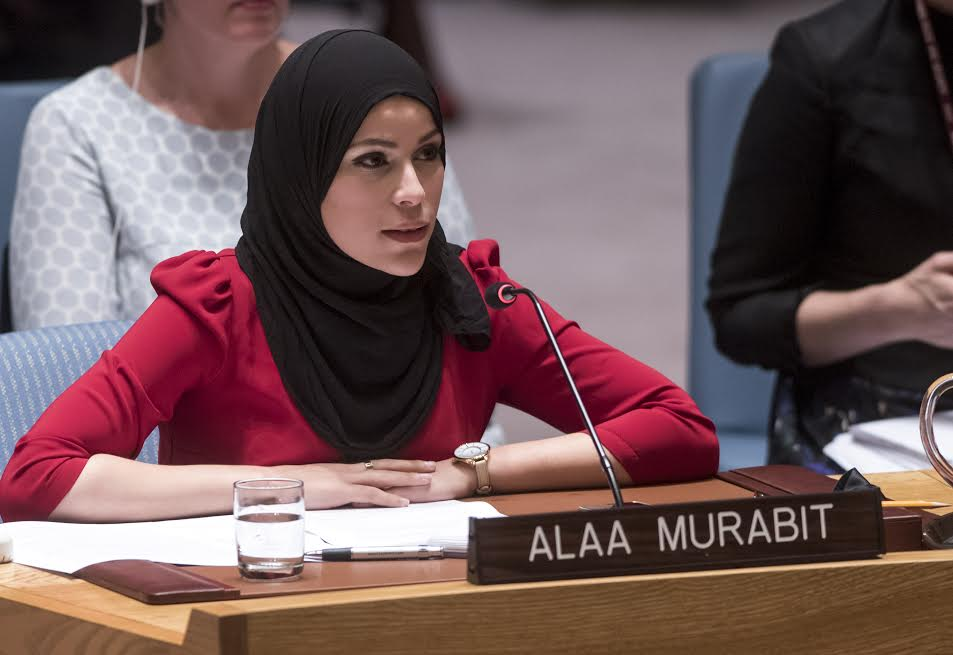
El Dr. Alaa Murabit se dirige al Consejo de Seguridad de las Naciones Unidas en octubre de 2015

La campaña Noor de VLW fue el tema central de la charla TED de Murabit en 2015. La campaña tenía como objetivo desafiar la tergiversación y el mal uso de la religión para negar los derechos de las mujeres. La Campaña Noor se basa en líderes comunitarios y "reunió a más de 600 líderes comunitarios locales, incluidos aquellos que nunca antes habían trabajado en la sociedad civil". Trabajando con una red de cientos de organizaciones comunitarias en toda Libia, incluidas Ayadina Charity en Benghazi, Mothers for Martyrs y The Southern Women's Forum, la campaña llegó a más de 35 ciudades y comunidades, tan al sur como Ghat, Libia, en la frontera sur de Libia, Tobruk. y Bayda en la frontera oriental y Nalut y Ghadames en la occidental. La campaña y la metodología se replicaron posteriormente a nivel internacional.
En 2013, habló en la cumbre Mujeres en el Mundo. "Durante la revolución, vi mujeres fenomenalmente valientes asumiendo un papel de liderazgo", le dijo Murabit a Lesley Stahl. "A menudo, cuando ocurre la violencia, la gente la excusa con la religión", dijo Murabit. "Las jóvenes necesitan saber que pueden combatir el fuego con fuego y decir: 'No, mi religión no es la razón por la que estás haciendo esto".
Ha sostenido que la paz solo se puede lograr a través de las comunidades:

"La única solución real, la única forma de bajar esa granada o arma de manera segura es llenarle las manos y la cabeza con otra cosa. Un lápiz, un cheque de pago, un diploma, un sueño: al formar personas, al crear instituciones, acabamos con las guerras. Al fortalecer a los constructores de paz locales, les brindamos las herramientas para cambiar sus comunidades desde adentro".

En julio de 2014, Murabit fue nombrada miembro de la Junta Asesora 1325 de las Naciones Unidas, que supervisa la implementación de la Resolución 1325 del Consejo de Seguridad de las Naciones Unidas sobre mujeres, paz y seguridad. Ha sido becaria de Ashoka desde septiembre de 2014 y ha sido asesora del Grupo Asesor de la Sociedad Civil Global de ONU Mujeres desde octubre de 2014. También es miembro fundador de la coalición de la iniciativa "Everywoman, Everywhere" de la Universidad de Harvard.

### Omnis Institute, Emerging Leaders Lab, ONU
En mayo de 2015, Murabit se dirigió a una audiencia oficial de TED, lanzado en julio de 2015 como "Ted Talk of the Day" oficial. El New York Times la seleccionó como una de las "4 conmovedoras charlas TED que debería ver ahora mismo".
En octubre de 2015, fue seleccionada como oradora de la sociedad civil para el debate abierto del 15.º aniversario de la Resolución 1325 del Consejo de Seguridad de las Naciones Unidas y en enero de 2016 se convirtió en la designada más joven de los 17 defensores mundiales de los Objetivos de Desarrollo Sostenible de las Naciones Unidas y más tarde ese año fue nombrada Comisionada de Alto Nivel de la ONU sobre Empleo en Salud y Crecimiento Económico. 
En 2016, fundó un programa global de tutoría para líderes emergentes y cofundó The Omnis Institute. En 2017 se convirtió en International Deliver for Good Influencer. Es miembro de la junta de Alerta Internacional, Keeping Children Safe, Malaria No More y Malala Fund y fue nombrada miembro del Grupo Helena. Fue rebautizada como Defensora de los Objetivos de Desarrollo Sostenible de la ONU en 2019 por el Secretario General de la ONU, António Guterres.

## Premios y reconocimientos
- 2012: The New York Times y Thomson Reuters finalista del "Premio TrustWomen Hero"[33]
- 2012: Miembro del Instituto para la Seguridad Inclusiva de Mujeres que Hacen la Paz[34]
- 2013: Newsweek "Una de las 25 mujeres menores de 25 años para ver en 2013".
- 2013: Premio Humanitario Internacional Marisa Bellisario del Presidente de la República Italiana.[35]
- 2013: The New York Times y Thomson Reuters TrustWomen Hero Award Winner[36]
- 2014: Asesora Global de ONU Mujeres[37]
- 2014: Revista Safe "Global Hero" y persona de portada.[38]
- 2014: Becaria Ashoka.[39]
- 2014: BBC Top 100 Mujer[40]
- 2015: Charla TED del día[41]
- 2015: Seleccionada para dirigirse al Consejo de Seguridad de la ONU en el 15.º aniversario de la Resolución 1325 del Consejo de Seguridad de la ONU[42]
- 2015: Miembro del Grupo Helena[43]
- 2016: MIT Media Lab Director's Fellow[44]
- 2016: Designada Comisionada de Alto Nivel de las Naciones Unidas para el Empleo en el Sector de la Salud y el Crecimiento Económico[45]
- 2016: Designada como una de los 17 defensores de los Objetivos de Desarrollo Sostenible Globales de las Naciones Unidas por el Secretario General de la ONU junto con Messi, Erna Solberg, Jeffrey Sachs y otros[46]
- 2017: Honoraria del Año Académico de Apertura de la Universidad de Maastricht[47]
- 2017: Becaria de salud de Aspen Institute Aspen[48]
- 2017: Women Deliver nombrada Influencer global de Deliver for Good junto a José Mujica, Phumzile Mlambo-Ngcuka, Sophie Grégoire Trudeau[49]
- 2017: LinkedIn Líder
- 2017: Bay St. Bull: 30x30 de Canadá[50]
- 2017: Harvard Law Youngest "Mujer que inspira el cambio"[51]
- 2017: Forbes 30 menores de 30[52]
- 2017: Nominada al Premio Nobel de la Paz 2017 por el Ministerio de Relaciones Exteriores (Suecia)[53]
- 2018: Premio Ciudadano Global[54]
- 2018: SheKnows MediaBlog. Su voz ciudadana global del año[55]
- 2018: Una de las 100 "Mujeres de impacto" de Canadá en la historia seleccionada por el Gobierno de Canadá, Status of Women[56]
- 2018: Top 25 de mujeres influyentes en Canadá[57]
- 2018: Ganadora del premio Nelson Mandela Changemaker Award de la Fundación Nelson Mandela (otorgado por la familia Mandela)[58]
- 2018: Beneficiaria de la Cruz de Servicio Meritorio Canadiense (el primer destinatario civil de Saskatchewan)[59]
- 2019: Líder mundial de pensamiento global de WIRED
- 2019: Wonder Women: 3 canadienses que defienden el empoderamiento femenino en el escenario mundial[60]
- 2019: Ganadora del premio UCD James Joyce[61]
- 2019: Nombrada una de las 20 personas más influyentes del mundo en política de género junto a Ruth Bader Ginsburg, Melinda Gates y Michelle Obama.[62]
- 2020: Nominada al premio internacional Harvard Kennedy School Gleitsman.[63]
- 2020: "Una de los nueve Trailblazers de Canadá" por el Gobierno de Canadá.[64]